# Giovan Battista Pio
Giovan Battista Pio (in latino: Pius Bononiensis o Baptista Pius o Ioannes Baptista Pius o Joannes Baptista Pius Bononiensis; Bologna, 1460 – Roma, 1543) è stato un umanista, poeta e filologo italiano.

## Biografia
Umanista bolognese, si laureò in Filosofia allo Studio bolognese nel 1494. Fu professore di discipline umanistiche a Bergamo (1495), Mantova (dal 1496 al 1497; fu precettore di Isabella d'Este), Milano (dal 1497 al 1500), Bologna (dal 1500 al 1511), alla Sapienza di Roma (dal 1512 al 1526) e, infine, dal 1527 al 1537 presso il Conservatorio di Lucca.
Curò numerose edizioni e commenti di autori latini, fra i quali si ricordano: De rerum natura di Tito Lucrezio Caro (1511, 1514²), Pharsalia di Marco Anneo Lucano (1514), Le commedie di Tito Maccio Plauto (1500, 1518), Argonautica di Gaio Valerio Flacco (1519), Le Epistolae ad Atticum di Marco Tullio Cicerone (1527).
Scrisse versi in lingua latina fra cui il poema in esametri De pace, una raccolta di carmi su vari argomenti (Elegidia), (1509). Allorché si trovò a Roma (1512-1526) partecipò alle polemiche umanistiche e subì l'ironia di Mariangelo Accursio che nel Osco et Volsco dialogus fece una parodia del suo stile.

## Opere

### Componimenti poetici
- Ioannes Baptista Pius Bononiensis domino Vldarico Lapicio Croato Austrensi. Sal. Tactica Pii de re militari, Impressum Bononiae : per Ioannem Antonium Platonidem Benedictorum ciuem bononiensem, 1504 mensis Nouembris
- Annotamenta Ioannis Baptiste Pii Bononiensis, Impressum Bononiae : excussum typis aereis apud Ioannem Antonium Platonicum de Benedictis ciuem Bononiensem, 1505 die X. Ianuarii
- Elegidia Ioannis Baptistae Pii Bononiensis, Impressum Bononiae : per Io. Antonium de Benedictis ciuem bononiensem, die XX Decembris 1509
- Praefationes gymnasticae Ioannis Baptistae Pii Bononiensis aliique varii sermones, Impressum Bononiae : per Benedictum Hectoris bibliopolam Bononiensem, 1522

### Edizioni e Commenti
- Enarrationes allegoricae fabularum Fulgentii Placiadis, Impressum Mediolani : per magistrum Vldericum scinzenzeler, 1498. die. xxiii. mensis aprilis
- In hoc volumine haec continentur. Marci Antonii Sabellici Annotationes veteres & recentes: ex Plinio: Liuio: & pluribus authoribus. Philippi Beroaldi Annotationes centum. Eiusdem Contra Seruium grammaticum libellus. Eiusdem Castigationes in Plinium. Eiusdem etiam Appendix annotamentorum. Ioannis Baptiste Pii Bononiensis Annotationes. Angeli Politiani Miscellaneorum centuria vna. Domitii Calderini Obseruationes quedam. Eiusdem Politiani Panepistemon. Eiusdem prelectio in Aristotelem: cui titulus est Lamia. Baptiste Egnatii Veneti Racemationes, Impressum Venetijs : impressit volumen hoc Iacobus Pentius de Leuco ..., 1502 die 16 Decembris
- In Carum Lucretium poetam Commentarij a Ioanne Baptista Pio editi: codice Lucretiano diligenter emendato: ... obiter ex diuersis auctoribus tum Grecis tum Latinis multa leges enucleata, Bononiae : typis excussoriis editum in ergasterio Hieronymi Baptistae de Benedictis Platonici Bononiensis, 1511 Kal. Maii
- M. Annei Lucani Cordubensis Pharsalia diligentissime per G. Versellanum recognita. Cum commentariis. Ioannis Sulpitii Verulani eruditionis bonae plenis. Philippi Beroaldi Bononien. nuper repertis. Iodoci Badii Ascensii perquam familiaribus. Cumque ad castigationem adnotatis ab Anto. Sabellico. Iacobo Bononien. Philippo Beroaldo. Baptista Pio. Et quibusdam aliis, Venundantur ab ipso Ascensio & Ioanne Paruo: in aedibus Ascensianis, 1514
- Marci Actii Plauti Comoediae viginti: viuis pene imaginibus recens excultae. Nouissime ex collatione florentinae fidelioris impressionis: & aliorum omnium: quae inueniri potuerunt: affatim, recognitae: Una cum luculentissimis commentarijs Bernardi Saraceni: Ioannis Petri Uallae: & Pyladis brixiani. Nec non obseruationibus Pii Bononiensis: Ugoleti & Grapaldi scholia: Anselmique epiphillidibus. adiecto insuper eleganti indice , Impressum Venetijs : per Melchiorem sessam & Petrum de rauannis socios, 1518. die duodecimo Augusti
- Que hoc libro continentur. Nonii Marcelli peripathetici ad filium: et de verborum proprietate compendium. Sexti Festi Pompeii fragmenta per ordinem alphabeti. Marci Terentii Varronis de lingua latina libri tres. De analogia libri duo, Venundantur parrhisiis : in vico diui Iacobi sub signo Lilij aurei, 1519
- C. Valerii Flacci commentarii Pio Bononiensi auctore: cum codicis poetae emendatione ex antiquo exemplari Dacico additis libris tribus: qui desiderabantur: et Orpheo Latino, Excussore Hieronymo Platonico Bonon. Leone X sedete, 1519 Cal. Maiis
- Columella de cultu ortorum interprete Pio Bononiensi, Impressum Bononiae : a Hieronymo de Benedictis bibliopola et calcographo Bononiensi, 1520 mense Augusto
- Claudius Rutilius poeta priscus De laudibus Urbis, Etruriae, et Italiae, [In fine:] Bononiae in aedibus Hieronymi de Benedictis bonon. anno Domini M.D.XX. (editio princeps)
- Ovidius de arte amandi: & remedio amoris cum commentario Bartholomei Merulae uiri doctiss. nuperrime diligentissime castigatus. Nec non cum tabula omnium dictionum, tabularum, historiarum, rerumque omnium scitu dignarum nunc addita, quae antehac desiderabatur ab omnibus etiam doctissimis. Impensa fratrum de Lignano. Annotationes eruditissimas cum castigationibus luculentissimis Io. Baptiste Pii. Io. Baptiste Egnatii. Philippi Beroaldi iunioris: & Pontici Virunni super arte: & remedio amoris: additis lector ... inuenies, Venundantur apud Lignanos ad signum Angeli (Mediolani : impressit uir solers & industrius magister Augustinus de Vicomercato : ad instantiam d. Ioan. Iacobi & fratres de Legnano, 1521 die XIII Iunii
- M. T. Ciceronis Epistolae ad T. Pomponium Atticum: cum commentariis Io. Baptistae Pii Bonon. et ab infinitis erroribus per eum castigatae, Impressum Bononie : in aedibus Io. Baptistae et Benedicti fratris quondam Hectoris de Phaellis, pridie kal. Februarias 1527
- C. Solli Sidonii Apollinaris ... Lucubrationes, liberalium literarum studiosis cognoscendae & iterum atque iterum repetendae, Item Ioannis Baptistae Pii commentaria quae impedita expediunt, & obscura reconditaque in lucem proferunt. , Basileae : excudebat Henricus Petrus, Mense Martio, 1542
- Q. Horatii Flacci Omnia poemata cum ratione carminum, & argumentis vbique insertis, interpretibus Acrone, Porphyrione, Iano Parrhasio, Antonio Mancinello, necnon Iodoco Badio Ascensio ... Scoliis'que Angeli Politiani, M. Antonii Sabellici, Ludouici Coelij Rhodigini, Baptistae Pij, Petri Criniti, Aldi Manutij, Matthaei Bonsinis, & Iacobi Bononiensis nuper adiunctis. His nos praeterea annotationes doctissimorum Antonij Thylesij Consentini, Francisci Robortelli Vtinensis, atque Henrici Glareani apprime vtiles addidimus. Nicolai Perotti Sipontini libellus de metris odarum, auctoris vita ex Petro Crinito Florentino..., Venetiis : apud haeredes Ioannis Mariae Bonelli, 1574